# Martin Keane
Martin Luther Keane (* 12. Juli 1969 in Kingston) ist ein ehemaliger kanadischer Basketballspieler jamaikanischer Abstammung.

## Leben
Keane wurde auf Jamaika geboren und wuchs in Kanada auf. Dort spielte er erst Eishockey und dann Basketball. Der 2,06 Meter messende Innenspieler gehörte in den Vereinigten Staaten erst der Hochschulmannschaft des Northeast Community College (1988 bis 1990), dann der University of Oklahoma (1990/91) und schließlich der University of Washington (1992/93) an.
Er begann seine Laufbahn als Berufsbasketballspieler in Spanien, dort spielte er 1994/95 für Ernesto Electrodomésticos Alicante in der Liga EBA. 1995/96 stand er ebenfalls in der spanischen EBA bei CB Tenerife Canarias unter Vertrag. Keane gelang zur Spielzeit 1996/97 der Sprung in Spaniens höchste Spielklasse Liga ACB, dort stand der Kanadier in Diensten von Pamesa Valencia und erzielte im Laufe einer von Verletzungen durchzogenen Saison 1996/97 in 13 Einsätzen im Schnitt 11,1 Punkte sowie 6,8 Rebounds je Begegnung.
In der Saison 1997/98 verbuchte Keane beim spanischen Zweitligisten Club Melilla mit 15 Punkten und 9,2 Rebounds pro Partie gute Werte. Im Spieljahr 1998/99 stand er zunächst in Diensten des spanischen Zweitligisten Ourense, wechselte im Verlauf der Saison dann in die US-Liga Continental Basketball Association (CBA) zur Mannschaft Quad City Thunder und anschließend zu Estudiantes Olavarría nach Argentinien. In dem südamerikanischen Land spielte er ab Februar 1999 bis zum Ende der Saison 1998/99.
Keane nahm ein Angebot aus Japan (Hitachi Helios) an, spielte dort zunächst während der Saison 1999/2000, im April 2000 ging er zu Benfica Lissabon nach Portugal. In der Saison 2000/01 stand er erst für die argentinische Mannschaft Gimnasia y Esgrima Comodoro Rivadavia auf dem Feld, ab Dezember 2000 dann in Deutschland für den Bundesligisten Avitos Gießen. In 13 Spielen für die Mittelhessen erzielte der Kanadier im Schnitt 14,8 Punkte sowie 9,2 Rebounds, seinen Bundesliga-Höchstwert erreichte Keane Ende März 2001 im Spiel gegen BCJ Hamburg, als er 23 Punkte verbuchte.
Das Spieljahr 2001/02 begann für Keane mit einem Engagement bei Regatas San Nicolás in Argentinien, im April 2002 schloss er sich Grupo AZ Ferrol in Spanien an, dort blieb er auch in der Saison 2002/03. Er brachte zwei weitere Jahre in Spanien zu, 2003/04 bei CB Atapuerca und 2004/05 bei Pamesa Castellon. Zum Schluss seiner Laufbahn stand er in Uruguay in Diensten der Mannschaft Salto Uruguay.
Nach seiner Spielerlaufbahn wurde er unter anderem für Basketball-Akademien sowie ein Unternehmermagazin beruflich tätig und ließ sich mit seiner Familie in China nieder.

### Nationalmannschaft
1990, 1994 und 1998 nahm er mit Kanada an Weltmeisterschaften teil. Mit der Studentennationalmannschaft gewann Keane bei der Sommeruniversiade 1991 die Silbermedaille.